# Doos van Perrette
De Doos van Perrette, is de naam die men tot vandaag geeft aan het financieringsysteem van de jansenistische beweging.
De Doos van Perrette werd opgericht in 1695. Volgens de legende gaf de Jansenistisch theoloog Pierre Nicole geld aan zijn meid Perrette om de jansenisten, die vervolgd werden door Lodewijk XIV en de paus, te steunen. De meid zou het geld in zijn melkkan verstopt hebben. Dit verhaal, misschien geïnspireerd door het verhaal van Jean de La Fontaine, zou plausibel zijn, maar pas aan het einde van de zeventiende eeuw wordt een hulpfonds opgezet in het Jansenistische milieu. Na de vernietiging van het klooster van Port-Royal des Champs in 1709 en de uiteindelijke veroordeling van het jansenisme door de bul Unigenitus in 1713, kenden de jansenisten vaak problemen met de overheid, en gingen sommigen in ballingschap in Nederland of in het bisdom Auxerre, bijvoorbeeld.
Het fonds ondersteunt scholen en jansenisten in ballingschap en heeft in 1803 de nog altijd actieve Société de Port-Royal gesticht.
De Doos van Perrette ondersteunt nog altijd de activiteiten van de Société de Port-Royal die de Vrienden van Port-Royal gesticht heeft en publiceert de Chroniques de Port-Royal.